# Nekrolog 1805
Nekrolog
◄◄
| ◄
| 1801
| 1802
| 1803
| 1804
| 1805 | 1806 | 1807 | 1808 | 1809 | ► | ►►
Weitere Ereignisse | Allgemeiner Nekrolog 1805
Die Beschreibung der verstorbenen Person sollte so kurz wie möglich gehalten sein und nur deren signifikante Tätigkeit(en) enthalten.
Neue Namen ggf. auch unter dem Geburts- und Sterbedatum, also etwa unter 1. Januar und im Geburts- und Sterbejahr (2024) eintragen (nur bei entsprechender großer Wichtigkeit). Für Beispiele siehe die schon vorhandenen Artikel.
Außerdem über die fünf zuletzt Verstorbenen, zu denen es einen ausreichend guten Artikel für eine Präsentation auf der Hauptseite gibt, nach der todesbedingten Überarbeitung der Artikel ggf. auch unter Wikipedia Diskussion:Hauptseite informieren und sie am besten auch in den anderen Wikipedia-Sprachversionen eintragen. Tipp: Regelmäßig bei news.google.de nach „ist tot“, „gestorben“ oder „verstorben“ suchen.
Wenn eine Person gestorben ist, gibt es viele Seiten zu dieser Person in der Wikipedia, die davon auch betroffen sind und entsprechend aktualisiert werden müssen. Beispiele: Namenübersichtsseite, Geburtsjahr, Geburtsort-Seiten und viele mehr.
Wie finde ich die betroffenen Seiten?
Im Suchfeld auf der linken Seite gibt man den Suchbegriff so ein: „Vorname Nachname“. Dann klickt man auf Volltext und alle Seiten mit entsprechendem Suchtext werden aufgerufen. Hier sieht man dann schnell, wo auch das Todesjahr Sinn macht oder sogar ein Teil des Artikels angepasst werden muss. Auch hilft das „Werkzeug“ auf der linken Seite sehr gut, um solche Seiten aufzufinden: „Links auf diese Seite“. Somit ist die Wikipedia wieder aktuell in allen Bereichen! Hinweis: bei Eintragung der Kategorie „Gestorben JAHR“ wird der Missbrauchsfilter 49 ausgelöst, was jedoch nicht schlimm ist. Siehe: Spezial:Missbrauchsfilter/49
Dies ist eine Liste von im Jahr 1805 verstorbenen bekannten Persönlichkeiten. Die Einträge erfolgen innerhalb der einzelnen Daten alphabetisch sortiert. Tiere sind im Nekrolog für Tiere zu finden.

## Januar
| Tag        | Name                                     | Beruf, bekannt als | Alter | Beleg |
| ---------- | ---------------------------------------- | --- | ----- | ----- |
| 1. Januar  | Adolf von Hüpsch                         | Kunstsammler | 74    |       |
| 1. Januar  | Henri Masers de Latude                   | französischer Bastille-Flüchtling | 79    |       |
| 1. Januar  | Heinrich Theodor Wehle                   | deutsch-sorbischer Landschaftsmaler, Zeichner und Radierer                                                                                               | 26    |       |
| 2. Januar  | Alexander Wedderburn, 1. Earl of Rosslyn | britischer Jurist, Politiker und Lordkanzler | 71    |       |
| 3. Januar  | Matthäus von Rosthorn der Ältere         | englisch-österreichischer Industrieller |       |       |
| 4. Januar  | Joseph Geishüttner                       | österreichischer Moral- und Pastoraltheologe | 41    |       |
| 4. Januar  | Wolfgang Heinrich Ernst von Klüx         | preußischer Generalleutnant und zuletzt Assessor im 7. Departement (Invalidenversorgung) des Oberkriegskollegiums                                        | 76    |       |
| 5. Januar  | Gottlob Wilhelm Burmann                  | deutscher Dichter und Journalist | 67    |       |
| 6. Januar  | Johann Thomas Lamminger                  | deutscher Soldat im Amerikanischen Unabhängigkeitskrieg und Hof-Buchdrucker in Hannover                                                                  | 47    |       |
| 6. Januar  | Conrad Moench                            | deutscher Pharmazeut, Chemiker und Botaniker | 60    |       |
| 8. Januar  | Elisabeth Marcel                         | Gründerin einer Baumwollspinnerei in Lausanne | 59    |       |
| 8. Januar  | Salvatore Spinelli                       | italienischer römisch-katholischer Geistlicher, Bischof von Lecce und Erzbischof von Salerno                                                             | 58    |       |
| 9. Januar  | Noble Wimberly Jones                     | US-amerikanischer Politiker |       |       |
| 9. Januar  | Matthew Pratt                            | US-amerikanischer Porträtmaler | 70    |       |
| 9. Januar  | Wilhelm Dietrich von Wakenitz            | preußischer Rittmeister, hessischer General und Finanzminister                                                                                           | 76    |       |
| 9. Januar  | Edward Winnington, 2. Baronet            | britischer Politiker | 55    |       |
| 11. Januar | Johann Dietrich von Gemmingen            | herzoglich-württembergischer Oberst und Kammerherr | 60    |       |
| 11. Januar | James Gillespie                          | US-amerikanischer Politiker |       |       |
| 11. Januar | Wilhelm Heinrich Käpler                  | deutscher Forstmeister | ~65   |       |
| 13. Januar | Franz Anton Ernst                        | böhmischer Komponist | 59    |       |
| 13. Januar | Woodbury Langdon                         | US-amerikanischer Politiker |       |       |
| 13. Januar | Friedrich Ernst von Wrangel              | preußischer Generalmajor und zuletzt Kommandant von Kolberg                                                                                              | 84    |       |
| 15. Januar | Johann Christoph Muhrbeck                | schwedisch-pommerscher Philosoph | 72    |       |
| 16. Januar | Jacques de Chapeaurouge                  | Hamburger Kaufmann | 60    |       |
| 17. Januar | Abraham Hyacinthe Anquetil-Duperron      | französischer Orientalist | 73    |       |
| 17. Januar | Paschen von Cossel                       | deutscher Rechtsanwalt; Domherr des Hamburger Domkapitels, Gutsherr der holsteinischen Güter Jersbek und Stegen                                          | 90    |       |
| 17. Januar | Gottlob Christian Storr                  | deutscher evangelischer Theologe | 58    |       |
| 18. Januar | Friedrich Otto von Dernath               | deutscher Domherr, Gutsbesitzer und Unternehmer | 70    |       |
| 19. Januar | Johann Gottlieb Karl Spazier             | Sänger, Hofmeister und Lehrer am Philanthropin in Dessau, Professor, Hofrat, Lehrer an einer Handelsschule in Berlin, Autor, Liedkomponist und Publizist | 43    |       |
| 19. Januar | Romuald Weltin                           | Abt der Reichsabtei Ochsenhausen | 81    |       |
| 21. Januar | Peter Christian Dietz                    | deutscher Jurist und Hessen-Darmstädtischer Geheimrat | 67    |       |
| 21. Januar | Johann Ernst Joseph Henn von Henneberg   | preußischer Landrat | 38    |       |
| 23. Januar | Claude Chappe                            | französischer Techniker und Geistlicher | 41    |       |
| 23. Januar | Václav Pichl                             | tschechischer Geiger und Komponist | 63    |       |
| 24. Januar | Giacomo Conti                            | italienischer Violinist und Komponist | 50    |       |
| 25. Januar | Mary Digges Lee                          | US-amerikanische Frau während des Amerikanischen Unabhängigkeitskrieges                                                                                  |       |       |
| 26. Januar | Ludwig von Winckelmann                   | deutschsprachiger Diplomat, Historiker und Kunstschriftsteller                                                                                           |       |       |
| 28. Januar | Mihály Csokonai Vitéz                    | ungarischer Dichter | 31    |       |
| 30. Januar | John Robison                             | schottischer Mathematiker und Physiker | 65    |       |

## Februar
| Tag         | Name                                        | Beruf, bekannt als                                                         | Alter | Beleg |
| ----------- | ------------------------------------------- | -------------------------------------------------------------------------- | ----- | ----- |
| 1. Februar  | Frédéric Wiffel                             | deutscher Bildhauer, tätig in Paris                                        | 67    |       |
| 2. Februar  | Thomas Banks                                | englischer Bildhauer                                                       | 69    |       |
| 2. Februar  | Johann Wilhelm Meil                         | deutscher Maler, Kupferstecher, Zeichner, Radierer und Buchillustrator     | 71    |       |
| 3. Februar  | Gisbert Bonnet                              | niederländischer reformierter Theologe                                     | 81    |       |
| 3. Februar  | Joachim Christian Timm                      | deutscher Apotheker und Bürgermeister von Malchin                          | 70    |       |
| 4. Februar  | Wilhelm Ludwig Gottlob von Eberstein        | deutscher Philosoph                                                        | 42    |       |
| 4. Februar  | John Sloss Hobart                           | US-amerikanischer Jurist und Politiker                                     | 66    |       |
| 4. Februar  | Johann George Tromlitz                      | deutscher Flötist, Flötenbauer und Komponist                               | 79    |       |
| 5. Februar  | Johann Caspar Zehender                      | Schweizer Zeichner, Maler und Radierer                                     | 62    |       |
| 6. Februar  | Adrian Friedrich Gans Edler Herr zu Putlitz | preußischer Generalmajor, Kommandeur des Infanterieregiments „von Krockow“ | 69    |       |
| 7. Februar  | Inthavong                                   | König des laotischen Königreichs Vientiane                                 |       |       |
| 8. Februar  | Johann Michael Pfeuffer                     | deutscher Bildhauer und Bildstockmeister                                   | 62    |       |
| 14. Februar | Carl Gottlob Küttner                        | sächsischer Lehrer und Reiseschriftsteller                                 | 49    |       |
| 16. Februar | Johann Hermann Schacht                      | deutscher reformierter Theologe                                            | 79    |       |
| 17. Februar | Christian Andreas von Biel                  | deutscher Jurist und mecklenburgischer Gutsherr                            | 64    |       |
| 17. Februar | Josephus Nicolaus Laurenti                  | österreichischer Arzt, Naturforscher, Herpetologe und Zoologe              | 69    |       |
| 19. Februar | Anna Barbara von Stetten                    | deutsche Wohltäterin und Stifterin                                         | 50    |       |
| 20. Februar | Justus Claproth                             | deutscher Jurist und Erfinder des Recyclingpapiers                         | 76    |       |
| 20. Februar | Anton Ludwig von Wagner                     | deutscher Jurist und Kammerpräsident in Königsberg und Gumbinnen           |       |       |
| 21. Februar | Johann Nepomuck Fischer                     | deutscher Mathematiker und Astronom                                        | 55    |       |
| 21. Februar | Jean-Jacques Garnier                        | französischer Historiker und Dichter                                       | 75    |       |
| 22. Februar | Elias Schlegel                              | deutscher Instrumentenmacher und Klavierbauer                              | 54    |       |
| 24. Februar | Jean-Baptiste du Plessis d’Argentré         | französischer Bischof                                                      | 84    |       |
| 25. Februar | Joseph Anselm Adelmann von Adelmannsfelden  | deutscher Politiker                                                        | 76    |       |
| 25. Februar | Friederike Luise von Hessen-Darmstadt       | durch Heirat Königin von Preußen                                           | 53    |       |
| 27. Februar | Ferdinand Johann von Morzin                 | k. k. Feldmarschall-Lieutenant                                             |       |       |
| 27. Februar | Stefan Paluselli                            | österreichischer Mönch und Kirchenmusiker                                  | 57    |       |
| 28. Februar | Hartwig Wessely                             | deutscher Dichter, Aufklärer und Kaufmann                                  |       |       |

## März
| Tag      | Name                                | Beruf, bekannt als                                                                                    | Alter | Beleg |
| -------- | ----------------------------------- | --- | ----- | ----- |
| 2. März  | Hermann Georg Bünekau               | deutscher Rechtshistoriker und Bürgermeister von Lübeck                                               | 75    |       |
| 3. März  | Julie Clodius                       | deutsche Schriftstellerin                                                                             | 54    |       |
| 3. März  | Andreas von Wagner                  | deutscher Jurist                                                                                      | 77    |       |
| 4. März  | Johann Jakob Friedrich Sinnhold     | Altphilologe, Philosoph, Hochschullehrer und Freimaurer in Erfurt                                     |       |       |
| 5. März  | Johann Franz Thaddäus von Kleimayrn | Salzburger Staatsmann und Gelehrter                                                                   | 71    |       |
| 6. März  | Peleg Coffin                        | US-amerikanischer Politiker                                                                           | 48    |       |
| 10. März | Friedrich Wilhelm Dresde            | deutscher Sprachwissenschaftler und lutherischer Theologe                                             | 65    |       |
| 15. März | Stanisław Szczęsny Potocki          | polnischer Magnat und Politiker                                                                       |       |       |
| 16. März | Franz Xaver von Wulfen              | Botaniker und Mineraloge                                                                              | 76    |       |
| 18. März | Étienne Eustache Bruix              | französischer Seemann und Marineoffizier                                                              |       |       |
| 18. März | Johann Jacob Ebert                  | deutscher Mathematiker, Dichter, Astronom, Journalist und Autor                                       | 67    |       |
| 20. März | Mathias Gabler                      | deutscher Wissenschaftler, Hochschullehrer, römisch-katholischer Priester, Jesuit und Schulreformator | 69    |       |
| 20. März | Friedrich August von Qualen         | holsteinischer Landrat                                                                                | 57    |       |
| 21. März | Jean-Baptiste Greuze                | französischer Maler                                                                                   | 79    |       |
| 24. März | Alois I.                            | regierender Fürst von Liechtenstein (1781–1805)                                                       | 45    |       |
| 25. März | Clotworthy Rowley                   | irisch Politiker und Barrister                                                                        |       |       |
| 00. März | Felice Fontana                      | italienischer Naturwissenschaftler                                                                    | 74    |       |

## April
| Tag       | Name                                       | Beruf, bekannt als | Alter | Beleg |
| --------- | ------------------------------------------ | --- | ----- | ----- |
| 1. April  | Carl Ludwig Christian von Wartensleben     | niederländisch-deutscher Generalleutnant                                                                               | 71    |       |
| 6. April  | Laurentius Justinianus Ott                 | Augustiner-Chorherr, Komponist und Chronist                                                                            | 56    |       |
| 7. April  | Gabriel Gruber                             | Generaloberer der Societas Jesu (Jesuiten)                                                                             | 64    |       |
| 8. April  | Christian Gottlieb Ludwig von Rabiel       | preußischer Generalmajor, Kommandant der Festung Glatz                                                                 | 75    |       |
| 13. April | Pietro Arduino                             | italienischer Botaniker                                                                                                | 76    |       |
| 14. April | Gerhard Otto Christoph Janus               | deutscher Pfarrer | 64    |       |
| 16. April | Georg Ernst Tatter                         | britisch-hannoveranischer Diplomat                                                                                     |       |       |
| 17. April | Makarios von Korinth                       | orthodoxer Bischof von Korinth                                                                                         |       |       |
| 17. April | Heinrich Pape                              | deutscher evangelischer Theologe und Geistlicher                                                                       | 60    |       |
| 17. April | Mercurio Maria Teresi                      | italienischer Geistlicher, Erzbischof von Monreale                                                                     | 62    |       |
| 19. April | Johann Gottlieb Ebart                      | deutscher Papierhändler und Papiermühlenbesitzer                                                                       | 58    |       |
| 21. April | Bernt Anker                                | norwegischer Holzhändler, Schiffsreeder und Bergwerkseigner                                                            | 58    |       |
| 21. April | Christian Georg von Helmolt                | sachsen-gothaischer Obrist des Gardekorps (Leibgarde zu Pferde), Geheimer Rat, Schlosshauptmann und Rittergutsbesitzer |       |       |
| 21. April | Johann Christoph Rasche                    | deutscher Theologe, Geistlicher, Numismatiker und Schriftsteller                                                       | 71    |       |
| 21. April | Anton Ferdinand von Rothkirch und Panthen  | deutscher Weihbischof und Apostolischer Vikar von Breslau                                                              | 65    |       |
| 23. April | Philip Julius Bernhard von Platen          | schwedischer Politiker und Militär, Generalgouverneur in Schwedisch-Pommern                                            | 73    |       |
| 24. April | Joseph Fuos                                | deutscher Schriftsteller                                                                                               | 65    |       |
| 24. April | Hans Maximilian von Koeppern               | preußischer Generalmajor und zuletzt Kommandanten von Danzig                                                           | 69    |       |
| 25. April | Anna Petrowna Lopuchina                    | Mätresse des Zaren Paul I. von Russland                                                                                | 27    |       |
| 28. April | Jean-Baptiste Gaspard d’Ansse de Villoison | französischer Gräzist und Neogräzist                                                                                   | 55    |       |
| 27. April | Karl Philipp von Pollitz                   | preußischer Generalleutnant                                                                                            | 72    |       |
| 29. April | Lorenz Pasch der Jüngere                   | schwedischer Maler | 71    |       |

## Mai
| Tag     | Name                                       | Beruf, bekannt als                                                                      | Alter | Beleg |
| ------- | ------------------------------------------ | --------------------------------------------------------------------------------------- | ----- | ----- |
| 3. Mai  | Edmund Maria Josef Artz von und zu Vasegg  | Weihbischof in der Erzdiözese Wien                                                      | 65    |       |
| 3. Mai  | Heinrich Zimmermann                        | deutscher Seefahrer, Teilnehmer der letzten Reise von James Cook                        | 63    |       |
| 4. Mai  | Anton Franz Herrmann von Lindt             | kursächsischer General der Infanterie und Leibgrenadier-Garde                           | 75    |       |
| 5. Mai  | Nicolaas Nelleman                          | niederländischer alt-katholischer Bischof von Deventer                                  |       |       |
| 7. Mai  | Anton Jantl                                | österreichischer Maler                                                                  |       |       |
| 7. Mai  | Edward Malbone                             | US-amerikanischer Maler                                                                 | 27    |       |
| 7. Mai  | William Petty, 2. Earl of Shelburne        | britischer Staatsmann und britischer Premierminister                                    | 68    |       |
| 8. Mai  | Maria Isabella d’Harskamp                  | Gräfin d’Harskamp und Philanthropin                                                     | 80    |       |
| 9. Mai  | Friedrich Schiller                         | deutscher Dichter, Dramatiker und Historiker                                            | 45    |       |
| 10. Mai | Johann Evangelist Haydn                    | österreichischer Tenor-Sänger                                                           | 61    |       |
| 10. Mai | Élisabeth Françoise Armide de Rochechouart | französischer Aristokratin und Konterrevolutionärin                                     |       |       |
| 10. Mai | Otto Ludwig von Wobeser                    | königlich preußischer Generalmajor, Kommandant von Magdeburg, Amtshauptmann von Saatzig | 60    |       |
| 12. Mai | Ferdinand von Hompesch zu Bolheim          | 71. und bisher einziger deutscher Großmeister des Malteserordens                        | 60    |       |
| 15. Mai | Maximilian Thaddäus von Egger              | österreichischer Eisenindustrieller                                                     | 71    |       |
| 16. Mai | Friedrich Eberhard von Rochow              | preußischer Gutsbesitzer und Schulreformer                                              | 70    |       |
| 21. Mai | Josef Vitalian Lomberg                     | deutscher Rechtswissenschaftler und römisch-katholischer Geistlicher                    | 65    |       |
| 22. Mai | Wilhelm Mundy                              | österreichischer Unternehmer                                                            |       |       |
| 22. Mai | Benjamin Outram                            | englischer Bauingenieur, Vermesser, Geschäftsmann und Industrieller                     | 41    |       |
| 23. Mai | Mikołaj Skorodyński                        | ukrainisch griechisch-katholischer Bischof von Lemberg                                  |       |       |
| 24. Mai | Fedot Iwanowitsch Schubin                  | russischer Bildhauer                                                                    | 64    |       |
| 25. Mai | William Paley                              | englischer Theologe und Philosoph                                                       | 61    |       |
| 26. Mai | Johann Philipp Conrad Falcke               | deutscher Jurist                                                                        | 81    |       |
| 26. Mai | Matthäus Mederer                           | österreichischer Chirurg                                                                | 65    |       |
| 27. Mai | Johann Friedrich Wenthin                   | deutscher Orgelbauer                                                                    | 58    |       |
| 28. Mai | Luigi Boccherini                           | italienischer Komponist und Cellist                                                     | 62    |       |
| 29. Mai | Antoinette Bamberger                       | deutsche Schriftstellerin                                                               |       |       |
| 29. Mai | Ernst Theodor Johann Brückner              | deutscher Theologe und Literat                                                          | 58    |       |

## Juni
| Tag      | Name                         | Beruf, bekannt als                                                                          | Alter | Beleg |
| -------- | ---------------------------- | ------------------------------------------------------------------------------------------- | ----- | ----- |
| 1. Juni  | Johann Anton Merck           | Apotheker                                                                                   | 48    |       |
| 2. Juni  | Maria Theresia von Savoyen   | Gräfin von Artois; Gemahlin des späteren französischen Königs Karl X.                       | 49    |       |
| 3. Juni  | Luise von Sachsen-Meiningen  | Prinzessin von Sachsen-Meiningen, durch Heirat Landgräfin von Hessen-Philippsthal-Barchfeld | 52    |       |
| 4. Juni  | Maria Anna Sagar             | österreichische Schriftstellerin                                                            | 77    |       |
| 7. Juni  | Ferdinand Anton von Krosigk  | deutscher Landrat und Geheimer Kriegsrat                                                    | 62    |       |
| 12. Juni | Johann Koenen                | deutscher Jurist                                                                            | 78    |       |
| 13. Juni | Giovanni Battista Tommasi    | Großmeister des Malteserordens                                                              | 73    |       |
| 14. Juni | Christian Bönicke            | Geistlicher, Jurist und Hochschullehrer                                                     |       |       |
| 17. Juni | Marianus Pachmayr            | österreichischer Benediktiner                                                               | 76    |       |
| 19. Juni | Louis Jean François Lagrenée | Maler des französischen Rokoko                                                              | 80    |       |
| 21. Juni | Johann Christoph Kimpfel     | deutscher Maler                                                                             | 54    |       |
| 21. Juni | Christoph Wilhelm Lüdeke     | deutscher lutherischer Theologe                                                             | 68    |       |
| 22. Juni | Karl Klocker                 | deutscher Benediktiner und Kanonist                                                         | 57    |       |
| 25. Juni | Anton Pfliegler              | österreichischer Orgelbauer                                                                 | 69    |       |
| 27. Juni | Johann Friedrich Schultz     | deutscher theologischer Aufklärer, Mathematiker und Philosoph                               | 66    |       |
| 30. Juni | Joseph Valentin Eybel        | österreichisch Publizist                                                                    | 64    |       |
| 30. Juni | Erasmus Ritter               | Schweizer Architekt, Ingenieur und Altertumsforscher                                        | 79    |       |

## Juli
| Tag      | Name                                     | Beruf, bekannt als                                                                  | Alter | Beleg |
| -------- | ---------------------------------------- | ----------------------------------------------------------------------------------- | ----- | ----- |
| 1. Juli  | Pinchas Horowitz                         | Rabbiner in Frankfurt am Main                                                       |       |       |
| 2. Juli  | Patrick Russell                          | schottischer Chirurg und Herpetologe                                                | 78    |       |
| 3. Juli  | Daniel Wilhelm Nebel                     | deutscher Mediziner und Chemiker sowie ehemaliger Rektor der Universität Heidelberg | 70    |       |
| 6. Juli  | Uriah Forrest                            | US-amerikanischer Politiker                                                         |       |       |
| 6. Juli  | Bernhard Vollrad von Oldenburg           | preußischer Offizier, zuletzt Generalmajor und Chef des Infanterie-Regiments Nr. 31 | 61    |       |
| 8. Juli  | Matthias Dannenmayer                     | deutscher Kirchenhistoriker                                                         | 61    |       |
| 8. Juli  | Daniel Gardner                           | englischer Maler                                                                    |       |       |
| 9. Juli  | Georg Wolfgang Panzer                    | deutscher Pfarrer und Verfasser von Bibliographien                                  | 76    |       |
| 10. Juli | Thomas Wedgwood                          | britischer Pionier der Fototechnik                                                  | 34    |       |
| 23. Juli | John A. Hanna                            | US-amerikanischer Politiker                                                         |       |       |
| 25. Juli | Johann Mathias von Koller                | österreichischer Industrieller                                                      | 77    |       |
| 26. Juli | Seraphia von Löwenfinck                  | deutsche Fayencebuntmalerin und Unternehmerin                                       | 77    |       |
| 27. Juli | Johann Friedrich Wilhelm von Charpentier | deutscher Geologe und sächsischer Berghauptmann                                     | 67    |       |
| 27. Juli | Joseph Alexandre de Ségur                | französischer Schriftsteller, Graf von Segur                                        | 49    |       |
| Juli     | Kaspar Koch                              | Priester und Verfasser von philosophischen Pamphleten                               | 62    |       |

## August
| Tag        | Name                                            | Beruf, bekannt als                                                                                            | Alter | Beleg |
| ---------- | ----------------------------------------------- | --- | ----- | ----- |
| 1. August  | Johann Christoph Erbstein                       | deutscher evangelischer Geistlicher                                                                           | 84    |       |
| 1. August  | Friedrich Christoph Gestewitz                   | Komponist und Kapellmeister                                                                                   | 51    |       |
| 7. August  | Ernst Hermann von Kölichen                      | preußischer Generalmajor, Chef des Leibkürassierregiments, Erbherr auf Kupferberg, Rosenau und Comprachschütz | 66    |       |
| 8. August  | Lazarus III. Henckel von Donnersmarck           | Standesherr und Montanindustrieller                                                                           |       |       |
| 8. August  | Richard Worsley, 7. Baronet                     | britischer Baronet und Antiquitätensammler                                                                    | 54    |       |
| 11. August | Nikolaus Reinhard von Hanenfeldt                | preußischer Generalleutnant sowie Ritter des Pour le Mérite                                                   | 82    |       |
| 12. August | Johann Friedrich Anthing                        | deutscher Silhouetteur                                                                                        | 52    |       |
| 13. August | Christian Gottlob Langwagen                     | deutscher Architekt und Braunschweiger Hofbaumeister                                                          |       |       |
| 15. August | Kaspar Andreas von Jacomini                     | österreichischer wohltätiger Spekulant                                                                        |       |       |
| 20. August | Johann Arnold Günther                           | hamburgischer Senator und Aufklärer                                                                           | 50    |       |
| 25. August | Wenzel Dientzenhofer                            | Jesuit, Rechtsgelehrter und Geschichtsforscher                                                                | 55    |       |
| 25. August | Joseph Roos                                     | österreichischer Maler                                                                                        | 78    |       |
| 25. August | William Henry, Duke of Gloucester and Edinburgh | Mitglied der britischen Königsfamilie                                                                         | 61    |       |
| 31. August | Joseph Dall’Abaco                               | italienischer Musiker und Komponist                                                                           | 95    |       |
| 31. August | Johann Ernst Spitzner                           | deutscher evangelischer Theologe, Ökonom und Bienenzüchter                                                    | 74    |       |
| August     | Juliane Giovane                                 | deutsche Schriftstellerin                                                                                     | 38    |       |
| August     | Ann Griffiths                                   | walisische Dichterin von religiösen Liedern                                                                   | 29    |       |

## September
| Tag           | Name                                        | Beruf, bekannt als                                                                  | Alter | Beleg |
| ------------- | ------------------------------------------- | ----------------------------------------------------------------------------------- | ----- | ----- |
| 2. September  | Elise Reimarus                              | deutsche Schriftstellerin, Pädagogin, Übersetzerin und Salonnière                   | 70    |       |
| 3. September  | Johann Martin Abele                         | deutscher Publizist und Historiker                                                  | 52    |       |
| 4. September  | Martin Baur                                 | altösterreichischer Orgelbauer                                                      | 84    |       |
| 8. September  | Leopold Biwald                              | österreichischer Jesuit, Naturforscher und Hochschullehrer                          | 74    |       |
| 10. September | Johann Friedrich Burscher                   | deutscher lutherischer Theologe                                                     | 73    |       |
| 11. September | Ferdinand Denis                             | deutscher Kartograph und Ingenieuroffizier                                          | 69    |       |
| 13. September | Conrad Detlev Knuth                         | dänischer Kammerherr und Geheimrat                                                  | 75    |       |
| 13. September | Philipp Anton Schmidt                       | Weihbischof in Speyer                                                               | 71    |       |
| 15. September | Christopher Gadsden                         | amerikanischer Siedler in den dreizehn Kolonien                                     | 81    |       |
| 16. September | Johann Daniel Metzger                       | deutscher Mediziner                                                                 | 66    |       |
| 18. September | Friedrich von Hundbiß                       | fürstbischöflich-konstanzischer Obervogt auf der Insel Reichenau                    |       |       |
| 20. September | Karl Renatus Hausen                         |                                                                                     | 65    |       |
| 21. September | Johann Rudolf Steck                         | Schweizer Politiker und Philosoph                                                   |       |       |
| 24. September | Christian Friedrich Georg Ludwig von Pastau | preußischer Generalmajor, Chef des Dragonerregiments Nr. 7                          |       |       |
| 25. September | Franz Anton Donat Heußlein von Eußenheim    | fränkischer Obristlieutenant und Hochfürstlich-Würzburgischer Kammerherr            | 63    |       |
| 27. September | William Moultrie                            | Gouverneur von South Carolina                                                       | 74    |       |
| 28. September | Christoph Franz von Buseck                  | Bischof von Bamberg                                                                 | 80    |       |
| 29. September | Iwan Petrowitsch Pnin                       | russischer Aufklärer, Publizist                                                     |       |       |
| 30. September | Karl Philipp von Unruh                      | preußischer Offizier, zuletzt Generalleutnant, Chef des Infanterie-Regiments Nr. 45 | 74    |       |

## Oktober
| Tag         | Name                                       | Beruf, bekannt als                                                                                 | Alter | Beleg |
| ----------- | ------------------------------------------ | -------------------------------------------------------------------------------------------------- | ----- | ----- |
| 2. Oktober  | Anna Maria Crouch                          | Schauspielerin und Sängerin, Mätresse von König Georg IV. von Großbritannien                       | 42    |       |
| 5. Oktober  | Charles Cornwallis, 1. Marquess Cornwallis | britischer General, Generalgouverneur und Vizekönig von Indien                                     | 66    |       |
| 7. Oktober  | Johann Gottfried Mosig                     | Pastor Primarius von Görlitz                                                                       | 79    |       |
| 8. Oktober  | Friedrich August                           | Herzog von Braunschweig, Herzog von Oels (ab 1792)                                                 | 64    |       |
| 9. Oktober  | Diedrich Goswin von Bockum-Dolffs          | preußischer Offizier, zuletzt Generalleutnant; Generalinspekteur der niederschlesischen Kavallerie | 72    |       |
| 9. Oktober  | Friedrich von Hahn                         | deutscher Philosoph und Astronom                                                                   | 63    |       |
| 9. Oktober  | Pierre-François Hugues d’Hancarville       | französischer Abenteurer, Altertumsforscher und Kunsthistoriker                                    | 86    |       |
| 10. Oktober | Tia Weil                                   | Oberlandesrabbiner in Baden und rabbinischer Gelehrter                                             | 84    |       |
| 15. Oktober | Johann Georg Bechtold                      | deutscher evangelischer Theologe                                                                   | 73    |       |
| 15. Oktober | Arthur Fenner                              | US-amerikanischer Politiker                                                                        | 59    |       |
| 16. Oktober | Maria Franzisca von Heppenstein            | Dame der Münchner Gesellschaft und Mutter von Fanny von Ickstatt                                   | 57    |       |
| 16. Oktober | Friedrich Wilhelm Pestel                   | deutscher Rechtswissenschaftler                                                                    | 81    |       |
| 17. Oktober | Conrad Sörgel von Sorgenthal               | österreichischer Beamter und Manufakturendirektor                                                  |       |       |
| 18. Oktober | Adélaïde-Louise-Pauline Hus                | französische Schauspielerin und Kurtisane                                                          | 71    |       |
| 19. Oktober | Friedrich Wilhelm von Schönfeld            | preußischer Generalleutnant, Chef des Infanterie-Regiments Nr. 49                                  | 75    |       |
| 20. Oktober | Bak Ji-won                                 | koreanischer Politiker und neokonfuzianischer Philosoph                                            | 68    |       |
| 21. Oktober | Horatio Nelson, 1. Viscount Nelson         | britischer Admiral                                                                                 | 47    |       |
| 21. Oktober | Marian Reutter                             | österreichischer Zisterzienser und Abt                                                             | 71    |       |
| 25. Oktober | Albrecht Heinrich von Arnim                | preußischer Justizminister                                                                         | 60    |       |
| 25. Oktober | Jacques Antoine Marie de Cazalès           | Politiker während der Französischen Revolution                                                     | 47    |       |
| 25. Oktober | Johann Christoph Fesel                     | Hofmaler der Würzburger Fürstbischöfe                                                              | 68    |       |
| 25. Oktober | Lorenz Krach                               | Burgkommandant in Eichstätt                                                                        |       |       |
| 28. Oktober | Joseph Jones                               | US-amerikanischer Politiker                                                                        |       |       |
| 31. Oktober | Ignatie Darabant                           | rumänischer Priester, Bischof von Großwardein                                                      |       |       |
| 31. Oktober | Adrian Gottlieb von Rhein                  | preußischer Generalmajor und Regimentschef                                                         |       |       |
| Oktober     | Paul Mumford                               | US-amerikanischer Politiker und Jurist                                                             | 71    |       |

## November
| Tag          | Name                                       | Beruf, bekannt als                                                                                               | Alter | Beleg |
| ------------ | ------------------------------------------ | --- | ----- | ----- |
| 3. November  | Justin Friedrich Wilhelm Iken              | Bremer Jurist, Ratsherr und Bürgermeister                                                                        | 79    |       |
| 5. November  | Giovanni Andrea Archetti                   | römisch-katholischer Kardinal                                                                                    | 74    |       |
| 7. November  | Veit Jung                                  | deutscher Schmiedemeister, der in den Koalitionskriegen die Belagerung von Neumarkt in der Oberpfalz verhinderte |       |       |
| 7. November  | François Faultrier de l’Orme               | französischer Divisionsgeneral der Artillerie                                                                    | 45    |       |
| 8. November  | François-Thomas-Marie de Baculard d’Arnaud | französischer Schriftsteller                                                                                     | 87    |       |
| 9. November  | Hermann Christian Benda                    | deutscher Tenor und Schauspieler                                                                                 | 46    |       |
| 11. November | Heinrich von Schmitt                       | österreichischer Feldmarschallleutnant und Chef des Generalquartiermeisterstabes                                 |       |       |
| 13. November | Karl Anselm von Thurn und Taxis            | Generalerbpostmeister, vierter Fürst von Thurn und Taxis                                                         | 72    |       |
| 16. November | Jean-Baptiste Champion de Cicé             | französischer römisch-katholischer Erzbischof und Politiker                                                      | 80    |       |
| 18. November | Johann von Massow                          | Landrat des Kreises Rummelsburg                                                                                  | 43    |       |
| 20. November | Robert Alexander                           | US-amerikanischer Plantagenbesitzer, Rechtsanwalt und Politiker                                                  |       |       |
| 20. November | Goswin Joseph Arnold von Buininck          | deutscher Jurist und Bibliothekar                                                                                | 77    |       |
| 22. November | Franz von Sonnenberg                       | deutscher Dichter                                                                                                | 26    |       |
| 24. November | Wilhelm Böttner                            | deutscher barocker Maler                                                                                         | 53    |       |
| 24. November | Gerardus Winterstein                       | deutscher Benediktiner-Abt                                                                                       | 65    |       |
| 28. November | Jan Výmola                                 | mährischer Orgelbauer                                                                                            | 83    |       |
| 30. November | Louis Monneron                             | Unternehmer, Bevollmächtigter Frankreichs auf Sri Lanka, Deputierter der französischen Nationalversammlung       | 63    |       |

## Dezember
| Tag          | Name                                    | Beruf, bekannt als                                                                      | Alter | Beleg |
| ------------ | --------------------------------------- | --------------------------------------------------------------------------------------- | ----- | ----- |
| 3. Dezember  | Ferdinand von Tiesenhausen              | russischer Flügeladjutant in den Koalitionskriegen                                      | 23    |       |
| 3. Dezember  | Jean-Marie Valhubert                    | französischer Brigadegeneral                                                            | 41    |       |
| 4. Dezember  | Sebastian Baumann                       | deutscher Uhrmacher                                                                     |       |       |
| 4. Dezember  | Philipp Samson                          | deutscher Hofbankier jüdischer Herkunft                                                 | 62    |       |
| 5. Dezember  | Hermann Diedrich Krohn                  | Jurist und Bürgermeister der Hansestadt Lübeck                                          |       |       |
| 6. Dezember  | Nicolas-Jacques Conté                   | französischer Chemiker, Maler und Erfinder                                              | 50    |       |
| 6. Dezember  | Heinrich Ernst Güte                     | deutscher evangelischer Theologe und Hochschullehrer                                    | 51    |       |
| 7. Dezember  | Friedrich von Dänemark                  | Prinz von Dänemark                                                                      | 52    |       |
| 7. Dezember  | Joseph Ferdinand Maria von Salern       | deutscher Intendant                                                                     |       |       |
| 10. Dezember | Friedrich Franz Hurka                   | Sänger, Musiker, Musikpädagoge und Komponist                                            | 43    |       |
| 10. Dezember | Isaak Gottlieb Walther                  | Schweizer Jurist und Historiker                                                         | 67    |       |
| 12. Dezember | John Almon                              | englischer Journalist, Verleger und Buchhändler                                         | 67    |       |
| 12. Dezember | Johann Ludwig Avenarius                 | thüringischer Jurist in preußischen Diensten                                            | 70    |       |
| 16. Dezember | Saverio Cassar                          | maltesischer römisch-katholischer Geistlicher und Politiker, Generalgouverneur von Gozo | 58    |       |
| 18. Dezember | Johann Adolf Stuttberg                  | Elberfelder Kaufmann und Bürgermeister                                                  | 49    |       |
| 19. Dezember | Franz von Jircik                        | österreichischer Generalmajor                                                           |       |       |
| 19. Dezember | Hans Christian Alexander von Schweinitz | preußischer Landrat                                                                     | 55    |       |
| 19. Dezember | Moritz Thomann                          | deutscher Ordensgeistlicher                                                             | 83    |       |
| 21. Dezember | Manoel Maria de Barbosa du Bocage       | portugiesischer Dichter                                                                 | 40    |       |
| 21. Dezember | Marian Dobmayer                         | deutscher Priester und Professor der Katholischen Theologie                             | 52    |       |
| 21. Dezember | Peter Richter                           | deutscher Baumeister                                                                    | 55    |       |
| 22. Dezember | Joseph Gastaldy                         | französischer Arzt                                                                      | 64    |       |
| 23. Dezember | Francis Masson                          | schottischer Botaniker und Pflanzensammler                                              | 64    |       |
| 23. Dezember | Pehr Osbeck                             | schwedischer Pfarrer, Weltreisender und Naturforscher                                   | 82    |       |
| 25. Dezember | Isaak Satanow                           | hebräischer Dichter                                                                     |       |       |
| 27. Dezember | Isabelle de Charrière                   | niederländisch-schweizerische Schriftstellerin                                          | 65    |       |
| 31. Dezember | Philipp Gabriel Hensler                 | deutscher Arzt, Physicus und Medizinprofessor                                           | 72    |       |

## Datum unbekannt
| Tag | Name                                  | Beruf, bekannt als                                      | Alter | Beleg |
| --- | ------------------------------------- | ------------------------------------------------------- | ----- | ----- |
|     | Sigismund Bacstrom                    | britischer Arzt, Künstler und Okkultist                 |       |       |
|     | Ber aus Bolechow                      | jüdischer Autor                                         |       |       |
|     | Buckongahelas                         | Häuptling der Lenni Lenape                              |       |       |
|     | Jonathan Buttall                      | englischer Musikenthusiast                              |       |       |
|     | Jacob Elkan                           | Weimarer Hofjude                                        |       |       |
|     | Johann Christian Friedrich Keferstein | deutscher Fachbuchautor und Baumeister                  |       |       |
|     | Matthias Kirchner                     | österreichischer Barockmaler                            |       |       |
|     | Aegidius Klotz                        | Geigenbauer in Mittenwald                               |       |       |
|     | Johann Jakob Koch                     | Kaufmann, Bürgermeister                                 |       |       |
|     | Hans Rudolf Maurer                    | Schweizer Lehrer und evangelischer Geistlicher          |       |       |
|     | Jakob Michael Pressel                 | deutscher Medailleur, Siegelschneider und Kupferstecher |       |       |
|     | Étienne-Hyacinthe de Ratte            | französischer Physiker, Astronom und Enzyklopädist      |       |       |
|     | Josef Silberbauer                     | südmährischer Orgelbauer                                |       |       |
|     | Johann Baptist Strobl                 | bayerischer Publizist und Verleger                      |       |       |
|     | José Francisco Velásquez der Ältere   | venezolanischer Komponist                               |       |       |
|     | Charlotte Sophie von Wacks            | Heilbronner Patrizierin                                 |       |       |
|     | Giovanni Francesco Zulatti            | Arzt, Komponist                                         |       |       |